# White Rock (Nouveau-Mexique)
Pour les articles homonymes, voir White Rock.
White Rock est un lieu désigné par recensement situé dans le Comté de Los Alamos dans l'État du Nouveau-Mexique aux États-Unis. Sa population était de 6 045 personnes selon le Recensement des États-Unis de 2000.
Il s'agit principalement d'une cité-dortoir pour les employés du Laboratoire national de Los Alamos et leurs familles.